# Litografia multifotònica

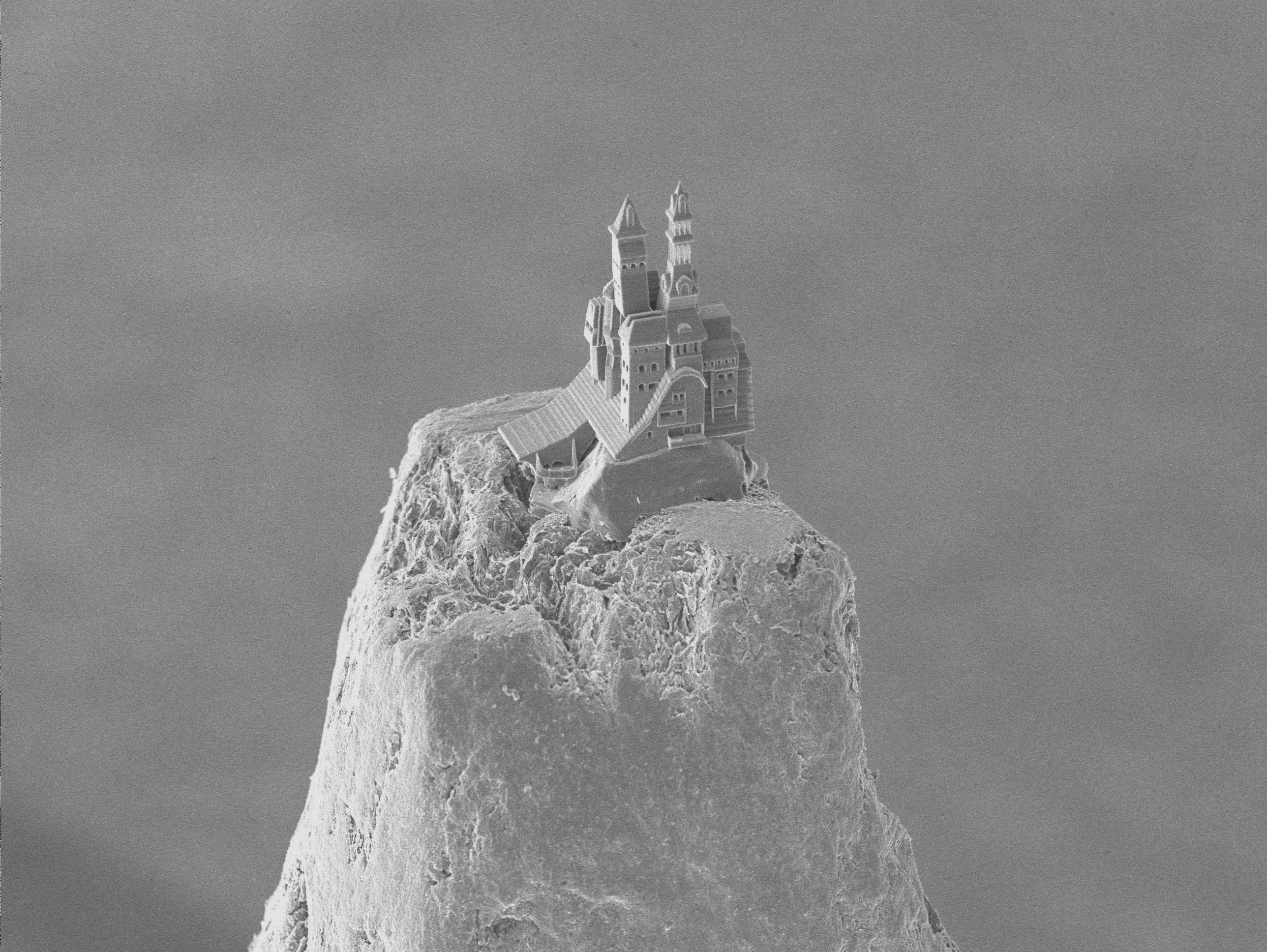
Castle (0,2 mm x 0,3 mm x 0,4 mm) Impressió en 3D amb punta de llapis mitjançant litografia multifotònica. Foto de Peter Gruber

La litografia multifotònica (també coneguda com a litografia làser directa o escriptura làser directa) de plantilles de polímers es coneix des de fa anys per la comunitat de cristalls fotònics. De manera similar a les tècniques de fotolitografia estàndard, l'estructuració s'aconsegueix il·luminant fotoresistències de to negatiu o positiu mitjançant llum d'una longitud d'ona ben definida. La diferència fonamental és, però, l'evitació de les retícules. En canvi, s'utilitza l'absorció de dos fotons per induir un canvi dramàtic en la solubilitat de la resistència per als desenvolupadors adequats.

Animació del procés de polimerització multifotònica de Femtika

Per tant, la litografia multifotònica és una tècnica per crear petites característiques en un material fotosensible, sense l'ús de sistemes òptics complexos o fotomàscares. Aquest mètode es basa en un procés d'absorció de múltiples fotons en un material que és transparent a la longitud d'ona del làser utilitzat per crear el patró. En escanejar i modular correctament el làser, es produeix un canvi químic (generalment polimerització) al punt focal del làser i es pot controlar per crear un patró tridimensional periòdic o no periòdic arbitrari. Aquest mètode s'ha utilitzat per al prototipat ràpid d'estructures amb característiques fines.
L'absorció de dos fotons és un tercer ordre respecte a la susceptibilitat òptica de tercer ordre {\displaystyle \chi ^{(3)}} i un procés de segon ordre pel que fa a la intensitat de la llum. Per aquest motiu és un procés no lineal diversos ordres de magnitud més feble que l'absorció lineal, per la qual cosa calen intensitats de llum molt elevades per augmentar el nombre d'esdeveniments tan rars. Per exemple, els raigs làser ben enfocats proporcionen les intensitats necessàries. Aquí, es prefereixen les fonts làser polsades, ja que proporcionen polsos d'alta intensitat mentre dipositen una energia mitjana relativament baixa. Per permetre l'estructuració 3D, la font de llum s'ha d'adaptar adequadament a la fotoresistència, ja que l'absorció d'un sol fotó està molt suprimida mentre que s'afavoreix l'absorció de dos fotons. Aquesta condició es compleix si i només si la resistència és altament transparent per a la longitud d'ona de sortida de la llum làser λ i, simultàniament, absorbeix a λ/2. Com a resultat, es pot escanejar una mostra determinada relativa al feix làser enfocat mentre es canvia la solubilitat de la resistència només en un volum confinat. La geometria d'aquest últim depèn principalment de les superfícies d'isointensitat del focus. Concretament, aquelles regions del feix làser que superen un determinat llindar d'exposició del medi fotosensible defineixen el bloc bàsic, l'anomenat voxel. Altres paràmetres que influeixen en la forma real del voxel són el mode làser i el desajust de l'índex de refracció entre la resistència i el sistema d'immersió que condueix a una aberració esfèrica.

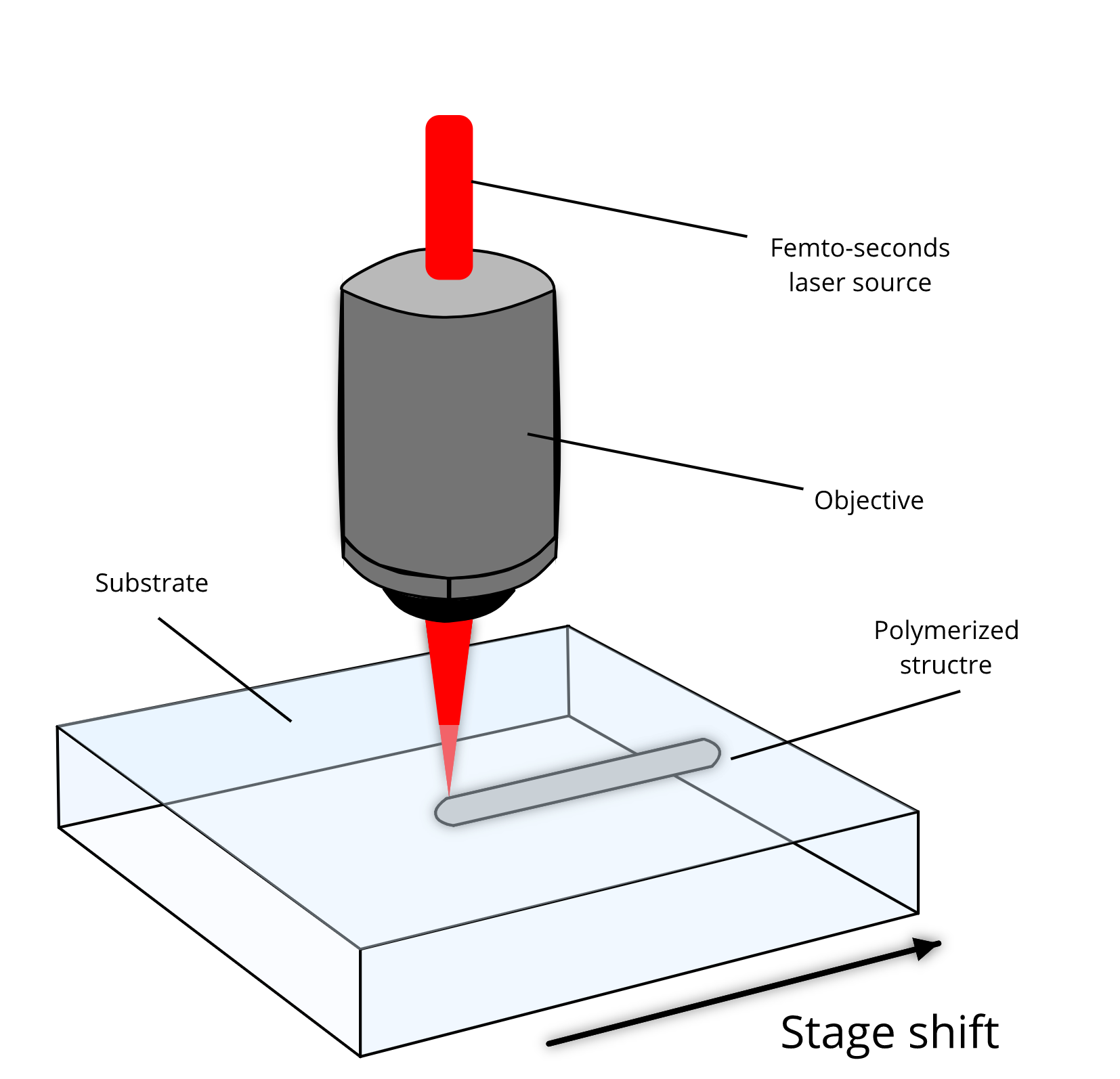
Representació esquemàtica del procés d'escriptura multifotòn.

## Aplicacions
Actualment hi ha diversos camps d'aplicació dels dispositius microestructurats, fets per polimerització multifotònica, com ara: medicina regenerativa, enginyeria biomèdica, micromecànica, microfluídica, microscòpia de força atòmica, òptica i ciències de les telecomunicacions.